# Oostelijke smalbekkikker
De oostelijke smalbekkikker (Gastrophryne carolinensis) is een pad-achtige kikker uit de familie smalbekkikkers (Microhylidae). De soort werd voor het eerst wetenschappelijk beschreven door John Edwards Holbrook in 1836. Vroeger werden de wetenschappelijke namen Engystoma carolinensis en Microhyla carolinensis gebruikt.

## Uiterlijke kenmerken
De totale lengte blijft meestal onder de vier centimeter en de kikker is zo klein en gecamoufleerd dat hij nauwelijks opvalt, de meeste exemplaren brengen dan ook het hele leven door rond een enkele boomstronk. De kleur is bruin tot grijs met een zeer onregelmatig vlekkenpatroon in een iets lichtere kleur en meestal een grote oranje tot witte vlek aan beide zijden in de flank tot de snuitpunt, de buik is witgrijs tot -bruin.

## Verspreiding en habitat
De oostelijke smalbekkikker komt voor in het zuidoostelijke deel van de Verenigde Staten rond de Golf van Mexico in de staten Georgia, Florida, Tennessee en Texas. De habitat bestaat uit een dikke strooisellaag van bladeren en mos die permanent vochtig is en geschuild wordt onder hagen, stenen en boomwortels. De kikker blijft meestal in de buurt van wateren zoals sloten, poelen en meren met oeverbegroeiing. Het is een bodembewonende soort die meestal half ingegraven op prooien wacht en zich bij gevaar snel dieper in de grond ploegt.

## Voedsel en jacht

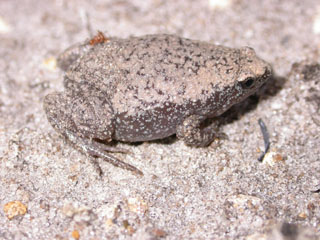

Het voedsel bestaat uit insecten, en voornamelijk mieren die andere dieren juist mijden, maar ook luizen en kleine kevertjes worden gegeten. Omdat het nachtdieren zijn worden deze kikkers pas tijdens de schemering actief.